# Linia kolejowa Plauen – Cheb
Linia kolejowa Plauen – Cheb – w większości jednotorowa, regionalna i niezelektryfikowana linia kolejowa w Czechach i Niemczech. Tylko na odcinku Pirk – Adorf (Vogtl) (20 km) i na odcinku Raun – Bad Brambach (8 km) w Niemczech jest dwutorowa, na odcinku Vojtanov - Cheb (14 km) w Czechach sieć zasilana napięciem zmiennym 25 kV 50 Hz.
Łączy Plauen i Cheb przez Bad Brambach i Franciszkowe Łaźnie. Przebiega przez terytorium kraju związkowego Saksonia w Niemczech i kraju karlowarskiego w Czechach.